# Moorish Castle
Moorish Castle är ett slott i Gibraltar. Det ligger i den norra delen av Gibraltar. Moorish Castle ligger 84 meter över havet.